# Cyparium thorpei
Espèce
Cyparium thorpei est une espèce de coléoptères de la famille des Staphylinidae et de la sous-famille des Scaphidiinae.

## Répartition et habitat
Cette espèce n'est connue que de l'Île du Nord de Nouvelle-Zélande. L'holotype et un paratype ont été collectés sur le mont Ruapehu, sur le sol d'une forêt de Nothofagus.

## Taxinomie
L'espèce est nommée en l'honneur de Stephen E. Thorpe (d), entomologiste amateur et l'un des collecteurs des spécimens ayant servi à la description de l'espèce.

## Publication originale
- (en) Löbl, Ivan et Leschen, Richard A. B., « Scaphidiinae (Insecta: Coleoptera: Staphylinidae) », Fauna of New Zealand, Manaaki Whenua – Landcare Research, vol. 48,‎ 18 novembre 2003 (ISSN 0111-5383 et 1179-7193, OCLC 494194341, DOI 10.7931/J2/FNZ.48, lire en ligne).